# Беба Селімович
Ізета Селімович (27 березня 1936 року — 10 березня 2020 року), відома під псевдонімом Беба Селімович, боснійська народна співачка севдалінки.

## Біографія
Ізета Селімович народилась 27 березня 1936 року в Требіньє, Боснія і Герцеговина. Співачка родом з Білечі. Ізета була наймолодшою з п'яти дітей у боснійській сім'ї, старші брати і сестри звали її beba (немовля). У 1943 7-річна Ізета з родиною переїхала до Сараєво. Там вона закінчила школу.
Селімович одружилася у 19 років, народила у 20 синів Саміра та Сенада і овдовіла у 32: чоловік Сабрія загинув в автокатастрофі в жовтні 1971. Її другий шлюб був зі скрипалем Джевадом Шабанагічем. Жила з чоловіком у Сараєво і пережила облогу Сараєво під час війни в Боснії та Герцеговині. Селімович відійшла від громадського життя, але погодилася дати інтерв'ю для статті в газеті у листопаді 2014 року.
Ізета Селімович померла 10 березня 2020 року уві сні, за 17 днів до 84-го дня народження. Похована на кладовищі Баре в Сараєво 12 березня 2020 року.

## Кар'єра
У 17 років Селімович обрана із 300 кандидатів, щоб співати на Радіо Сараєво. Там почала професійну кар'єру солістки в 1954 році. Її перший сингл «У моєму саду цвітуть гіацинти» вийшов у 1958. За довгу кар'єру Селімович співала виключно у двох жанрах: боснійський фольк і севдалінку. Записала пісні з кількома боснійськими виконавцями, такими як Заїм Імамович, Зехра Деович, Нада Мамула, Сафет Ісович і Мехо Пузіч.

### Студійні альбоми
- Od sevdaha goreg jada nema (1979)
- U srcu mome živiš samo ti (1984)
- Gorom jezde kićeni svatovi (1988)

### Збірні альбоми
- Sve behara… (1981)
- Найбільші хіти (2012)